# Batalla de Fiorenzuola d’Arda
La batalla de Fiorenzuola d’Arda se libró el 29 de julio de 923 entre las fuerzas de Rodolfo II de Borgoña y Adalberto I de Ivrea, por un lado, y Berengario del Friul, por el otro. La batalla fue una derrota para Berengario, quien fue destronado de facto y reemplazado por Rodolfo como rey de Italia. Su propio nieto y homónimo, Berengario II, quien más tarde también sería rey de Italia, luchó en el bando contrario.   

## Antecedentes
Berengario fue apoyado principalmente por la facción alemana en Italia. Fue derrotado por Guido de Spoleto en 889. Resultó ser el único rey de Italia en 898 después de la muerte de Lamberto II de Spoleto. En el año 900, Luis III el Ciego fue elegido rey de Italia con el apoyo de Anscario de Ivrea. Berengario derrotó dos veces a Luis III, la segunda vez de manera concluyente en 905 cuando cegó a su rival. Fue coronado emperador en Roma en 916. El rey Rodolfo II de Borgoña surgió como candidato rival para el trono italiano, Berengario se alió con los magiares para derrotarlo. Los dos ejércitos se encontraron finalmente en Fiorenzuola.

## Batalla
Ambos ejércitos iban al mando de sus reyes en persona. Berengario derrotó inicialmente a las tropas de Rodolfo pero no pudo controlar a sus hombres, que se dispusieron a saquear el botín. La retirada de Rodolfo pudo haber sido planeada de antemano. Un segundo grupo, comandado por el futuro duque Bonifacio de Spoleto y el conde Gariard de Novara, atacó a las fuerzass dispersas de Berengario. Los soldados de Rodolfo se reagruparon y se unieron a la lucha. El ejército de Berengario se derrumbó y huyó a su fortaleza en Verona. Flodoardo escribió que 1.500 soldados murieron en el bando italiano.

## Consecuencias
Berengario fue asesinado el 7 de abril de 924 en Verona, probablemente por los hombres de Rodolfo. Rodolfo gobernó conjuntamente en la Alta Borgoña y en Italia, residiendo alternativamente en ambos reinos hasta 926, que acabó siendo expulsado de Italia.

## Citas
1. 1 2  Rogers, 2010, p. 51.
2. ↑  Reuter, 2008, p. 349.
3. ↑  Flodoard, 1839, p. 373.
4. ↑  Rogers, 2010, p. 52.